# Самюъл Уилямс
Самюъл Уилямс (на английски: Samuel B. Williams) е американски инженер, компютърен пионер. В периода 1938 – 1942 г. работи в Bell Laboratories в екипа на Джордж Стибиц. Двамата усъвършенстват проекта и между април и октомври 1939 г. построяват електромеханичен компютър Model 1, станал известен като Компютър с комплексни числа (на английски: Complex Number Computer), предназначен да изпълнява аритметични операции върху комплексни числа. Компютърът е пуснат в действие през януари 1940. Не след дълго е модифициран, като са добавени телетипи, разположени на съвсем друго място, т.е. осъществен е отдалечен достъп до машината.. Използван е редовно от Лабораториите Бел до 1949 г.
Поради встъпването на САЩ във войната Стибиц напуска Бел Лабс, но Уилямс продължава да работи върху електронен компютър, който е продължение на електромеханичния компютър на Стибиц. През август 1942 г. Уилямс получава патент за електронен компютър. Компютърът на Уилямс изпълнява знакови аритметични операции събиране, изваждане, преместване, умножение, деление и корен квадратен.